# Türkiyemspor Berlin
Türkiyemspor Berlin ist ein 1978 als BFC İzmirspor gegründeter Berliner Fußballverein, der zu den bekanntesten Migrantenvereinen in Deutschland gehört und als Aushängeschild der türkischen Gemeinschaft Berlins, aber auch außerhalb gilt.

## Geschichte

### 1978–1986: Gründung, Aufstieg und Namenswechsel
Der Vorläufer des heutigen Vereins entstand 1978 im damaligen West-Berliner Bezirk Kreuzberg und ging aus der losen Spielervereinigung „Kreuzberg Gençler Birliği“ (türk.: „Kreuzberger Junge Union“) hervor, die bis dahin Hobbyfußball betrieben hatte. Hier spielten hauptsächlich Migranten türkischer Herkunft miteinander Fußball. Da keinerlei Erfahrungen mit der Führung eines solchen Vereins vorhanden waren, wurde zunächst in der bürokratisch weniger aufwendigen Freizeitliga mit dem Spielbetrieb begonnen. In der Saison 1983/84 änderte sich dies und man trat als BFC İzmirspor in der C-Klasse der Berliner Amateurliga an. İzmirspor wurde als Anlehnung an die türkische Ägäis-Stadt İzmir gewählt, aus der viele Spieler stammten.

Logo bis Anfang der 1990er

Logo bis 2010

Am Ende der Saison wurde İzmirspor auf Anhieb Meister. Dies wiederholte man auch in den folgenden beiden Jahren in der B- und der A-Klasse, sodass man 1986 in der Berliner Landesliga startete. Im Laufe des sportlichen Aufstiegs erspielte sich der Verein eine große Anhängerschaft. Schon in den unteren Ligen fanden sich oft über 1000 Zuschauer bei Spielen des Migrantenvereins ein. Im Januar 1987 wurde der Verein in „Türkiyemspor Berlin e. V.“ umbenannt, der Verein wollte mit der Umbenennung dem Umstand Rechnung tragen, dass schon längst nicht mehr nur Migranten aus İzmir und Umgebung dem Verein angehörten, sondern er sich längst zu einem Verein aller türkischen Migranten entwickelt hatte. Somit war auch für die Fans ein neuer Name geboren, von nun an wurde der Verein kurz „Türkiyem“ (türk.: „meine Türkei“) genannt.

### 1986–1991: Erfolgreich im Pokal
Türkiyem schaffte am Ende der Saison 1986/87 schließlich den vierten Aufstieg hintereinander und qualifizierte sich so für die damals drittklassige Oberliga Berlin, die höchste Amateurliga. Hier spielte Türkiyem zumeist vor mehreren tausend Zuschauern gegen Gegner wie Hertha BSC oder Tennis Borussia Berlin. Das Spitzenspiel gegen Hertha in der Saison 1987/88 lockte über 12.000 Zuschauer in das Stadion. In den folgenden Jahren konnte der Verein sich regelmäßig in der oberen Tabellenhälfte der Oberliga platzieren. Außerdem feierte man im Paul-Rusch-Pokal (dem Berliner Landespokal) große Erfolge, stand zwischen 1988 und 1991 vier Mal hintereinander im Finale und gewann dort drei Mal den Titel. Damit qualifizierte sich Türkiyemspor für den DFB-Pokal, wo man zwei Mal in der ersten und ein Mal in der zweiten Runde unterlag.
Nach der deutschen Wiedervereinigung wurden zur Saison 1991/92 auch der ost- und westdeutsche Fußball wieder vereint. Türkiyem gelang mit einem zweiten Platz in der Oberliga hinter Tennis Borussia die Qualifikation für die neu geschaffene Oberliga Nordost. Außerdem nahm man an der deutschen Amateurmeisterschaft teil, wo man hinter den Amateuren von Werder Bremen und vor dem ASC Schöppingen und Alemannia Aachen Gruppenzweiter wurde und sich somit erneut für die erste Hauptrunde des DFB-Pokals qualifizierte.

### 1991 bis heute: Zwischen Landes- und Regionalliga
In der Oberliga Nordost belegte die Mannschaft drei Jahre lang jeweils einen Tabellenplatz im oberen Tabellendrittel und qualifizierte sich 1994 so auch für die neu eingeführte Regionalliga Nordost. Das Team schaffte es aber nicht, die Klasse zu halten und stieg 1995 wieder in die Oberliga ab. Drei Jahre später stieg der Verein sogar in die Berliner Verbandsliga ab. Erst in der Saison 1999/2000 wurde Türkiyemspor souverän Berliner Meister (144:31 Tore, 97 Punkte) und kehrte in die Oberliga Nordost zurück.
In der Saison 2007/08 schaffte der Club als Tabellen-Dritter den Einzug in die neu gegliederte Regionalliga Nord. Dort kämpfte man bis zum letzten Spieltag gegen den Abstieg. Obwohl Türkiyem die Saison trotz 42 Punkten aus 34 Spielen auf einem Abstiegsplatz beendete, konnte die Klasse dank des Rückzugs von Kickers Emden aus der 3. Liga auf Grundlage einer Entscheidung des Deutschen Fußball-Bundes gehalten werden. Der Verein erreichte in der Saison 2009/10 den 13. Platz und sicherte den Klassenerhalt.
In der darauffolgenden Saison 2010/11 legte der Verein sportlich einen kompletten Fehlstart hin und holte aus den ersten neun Begegnungen lediglich einen Punkt. Auch finanziell bekam der Verein Probleme, Anfang Oktober 2010 konnte die Insolvenz nur abgewendet werden, weil Vereinsmitglieder auf Geld verzichteten und Trainer Taşkın Aksoy entlassen wurde. Das Training übernahm zunächst der bisherige Co-Trainer Kenan Arayıcı. Im November 2010 verhängte der DFB eine Strafe in Form eines Abzugs von drei Punkten wegen Verstößen Türkiyemspors gegen Lizenzierungsbestimmungen. Am Ende der Saison belegte Türkiyemspor mit zwei Punkten und null Siegen abgeschlagen den letzten Platz.
Die Oberliga-Saison 2011/12 verlief ebenso wenig erfolgreich. Bereits nach drei Monaten wurde der neue Trainer Marco Gebhardt wieder entlassen. Gleichzeitig gab es erneut finanzielle Probleme, die im Dezember dazu führten, dass der Verein einen Antrag auf Eröffnung eines Insolvenzverfahrens stellte. Im Ergebnis dieser Anmeldung zog sich Türkiyemspor am 23. Dezember 2011 aus der Oberliga zurück. Der Spielbetrieb konnte jedoch für die Jugend- und Frauenmannschaften zumindest teilweise aufrechterhalten werden. Seit Sommer 2012 befand sich der Verein im Insolvenzverfahren, konnte aber den Spielbetrieb der 1. Herrenmannschaft zur Saison 2012/13 in der Berlin-Liga wieder aufnehmen. Dort erlebte die Mannschaft den dritten Abstieg in Folge und trat zur Saison 2013/14 erstmals seit 26 Jahren wieder in der Landesliga an.
Am 17. Juni 2018 sicherte sich die Mannschaft von Trainer Lars Mrosko durch ein 5:0-Auswärtssieg beim Adlershofer BC den zweiten Aufstiegsplatz und trat zur Saison 2018/19 wieder in Berlins höchster Spielklasse, der Berlin-Liga an. Im ersten Jahr erreichte der Club einen Platz im Tabellenmittelfeld. Nach der finanziellen Insolvenz im Jahr 2012 konnte der Verein durch den Aufstieg 2018 im 40. Jubiläumsjahr auch den sportlichen Tiefpunkt hinter sich lassen. In den nachfolgenden zwei Saisons belegte Türkiyemspor nur Plätze im Tabellenkeller. Da diese Spielzeiten allerdings auf Grund der Covid-19-Pandemie abgebrochen wurden, erfolgte eine Außerkraftsetzung der Abstiegsregelung, weshalb den Kreuzbergern der Klassenerhalt gelang. Nach dem vorletzten Spieltag der Saison 2021/2022 jedoch musste Türkiyem den Abstieg hinnehmen und spielt ab der Saison 2022/23 in der Landesliga.

### Ligazugehörigkeit seit 1987 im Überblick
(in Klammern die Höhe der Spielklasse)
- 1987–1991: Amateur-Oberliga Berlin (III)
- 1991–1994: Oberliga Nordost Mitte (III)
- 1994/95: Regionalliga Nordost (III)
- 1995–1998: Oberliga Nordost Nord (IV)
- 1998–2000: Verbandsliga Berlin (V)
- 2000–2008: Oberliga Nordost Nord (IV)
- 2008–2011: Regionalliga Nord (IV)
- 2011/12: Oberliga Nordost Nord (V)
- 2012/13: Berlin-Liga (VI)
- 2013–2018: Landesliga Berlin (VII)
- 2018–2022: Berlin-Liga (VI)
- seit 2022: Landesliga Berlin (VII)

## Wahrnehmung des Vereins
Türkiyemspor war lange Zeit der bekannteste Migrantenverein der Bundesrepublik und wurde aufgrund seines sportlichen Erfolgs Aushängeschild der türkischen Gemeinschaft Berlins und des multikulturellen Ortsteils Kreuzberg. FC Bayern München, Trabzonspor und Fenerbahçe Istanbul sind nur einige Vereine, die der Einladung des Vereins nach Berlin folgten, um Freundschaftsspiele auszutragen. Heute gibt es Vereine, die Türkiyemspor im Namen führen, in verschiedenen Städten und Ländern wie Mönchengladbach, Wuppertal, Breuberg, Ransbach-Baumbach, Amsterdam, London, Australien und den USA. Gerade in der Phase des sportlichen Erfolges war Türkiyemspor nicht nur für türkischstämmige Migranten eine positive Identifikationsfigur. Denn Türkiyemspor bewies den Arbeitsmigranten, dass sie unter gleichen Bedingungen auch Erfolge feiern können und sich hinter der Mehrheitsgesellschaft nicht zu verstecken brauchen. Der Erfolg fand auch seinen Niederschlag in der Berichterstattung der Medien. Journalisten und Forscher aus der ganzen Welt beschäftigten sich mit dem Phänomen Türkiyemspor. Doch der Erfolg und die öffentliche Wahrnehmung eines Migrantenvereins brachte nicht nur Freunde mit sich. So sahen sich Spieler, Funktionäre und Fans von Türkiyemspor des Öfteren massiven rechtsextremen Anfeindungen und Angriffen ausgesetzt. Einige dieser Angriffe sind unter anderem in der Ausstellung „Tatort-Stadion“ dokumentiert worden.
Der Verein selbst sieht sich nicht als türkischen Verein, sondern betitelt sich als weltoffenen Berliner Verein mit türkischer Geschichte.

## Bekannte Personen

### Trainer
Die bekanntesten Trainer des Vereins waren:
- Ilie Datcu (1978–1979), ehemaliger Profi bei Dinamo Bukarest und Fenerbahçe Istanbul, war der erste Trainer des Türkiyemspor Berlin.
- Wolfgang Sandhowe (1990–1992, 2003), Eintracht Braunschweig, Galatasaray Istanbul als Co-Trainer u. a.
- Thomas Herbst (2000–2006, 2007–2008), ehemaliger Profi beim FC Bayern München und bei Borussia Mönchengladbach.
- Uli Borowka (2001–2002), ehemaliger Profi bei Borussia Mönchengladbach und Werder Bremen.
- Uwe Erkenbrecher (2008–2009), früher u. a. Spieler für Werder Bremen und Trainer des VfB Lübeck.
- Lars Mrosko (2017–2018), früher Scout TeBe Berlin, FC Bayern München, FC St. Pauli, VfL Wolfsburg, 1. FC Union Berlin, ausgezeichnet mit dem dt. Fußball-Kulturpreis 2016 für das Fussballbuch des Jahres „Mroskos Talente“ (Autor Ronald Reng).

### Spieler
In der Geschichte des Vereins schafften mehrere Spieler Türkiyemspors den Sprung in eine Profimannschaft. Über vierzig Spieler fanden den Weg zu Vereinen der 1. und 2. türkischen Fußballliga (Süper Lig).
Der wohl bekannteste Ex-Spieler des Vereins ist Ümit Karan, der den Weg über Türkiyemspor bis hin zu Galatasaray Istanbul schaffte und auch für die türkische Fußballnationalmannschaft nominiert wurde. Leon Balogun startete seine Fußballkarriere bei Türkiyemspor, später nigerianischer Nationalspieler. Mit dem Goalgetter Michael Fuß, der den türkischen Namen Mert annahm, stellte Türkiyemspor den Torschützenkönig der Verbandsliga-Saison 1999/2000 – mit 66 Toren in 34 Spielen brach Fuß den Verbandsligarekord.
Fatih Aslan, der erst im A-Jugendbereich zu Türkiyemspor wechselte (Saison 2001/02), erhielt nach etwa zwei Saisons mit 21 Jahren die Kapitänsbinde. Weitere zwei Jahre später drückte er seine starke Identifikation mit dem Verein aus, als er sich zur Wahl in den Aufsichtsrat stellte. In der Saison 2010/11 wurde er Manager des Vereins, ehe er zum Präsidenten des Vereins berufen wurde.
Samer Awad (geb. 9. Februar 1982 in Damaskus) spielte zuletzt im Mittelfeld für Al-Majd. Im Jahr 2016 musste er aus seiner Heimat Syrien fliehen und schloss sich zur Saison 2017/18 Türkiyemspor Berlin an. Auf Anhieb war der 19-malige Nationalspieler Syriens durch seine überragenden Leistungen am Aufstieg in die Berlin-Liga beteiligt.

### Sonstige
- Robert Schaddach, Aufsichtsratsvorsitzender seit 2012
- Cornelia Reinauer, Mitglied des Aufsichtsrats
- Özcan Mutlu, Mitglied des Aufsichtsrats
- Kurt Wansner, Mitglied des Aufsichtsrats
- Jörg Steinert, Mitglied des Aufsichtsrats
- Neco Çelik, Mitglied des Aufsichtsrats
- Remzi Kaplan, erster Vorsitzender von 2006 bis 2007
- Kadir Aslan, erster Vorsitzender von 2000 bis 2005
- Durmus Ali Matur, erster Vorsitzender seit 2016

## Fans
Die Fans des Vereins setzten sich aus türkischstämmigen Fußballanhängern und Bewohnern der multikulturellen Bezirke Kreuzberg und Neukölln zusammen. Während Türkiyemspor in den achtziger Jahren und den frühen neunziger Jahren regelmäßig von mehreren tausend Zuschauern begleitet wurde, finden sich seit dem verpassten Aufstieg von 1991 jedoch nur noch selten mehr als tausend Zuschauer im Heimstadion des Vereins ein. Die Fans des Vereins brachten sich regelmäßig aktiv im Verein ein, so wurde jahrelang die Fanzeitung „Victory“ herausgegeben, teilweise zeigten sich Fans auch für die Herausgabe der Stadionzeitung verantwortlich. Die Organisation von Festivals, Bällen und Feiern ist ein weiteres Aktionsfeld von Türkiyemfans.

## Jugend und soziales Engagement
Türkiyemspor bietet heute von der A- bis zur F-Jugend viele Möglichkeiten zur fußballerischen Betätigung von Kindern und Jugendlichen an und unterhält seit 2004 auch eine Mädchenabteilung. Für die gute Jugendarbeit wird Türkiyemspor regelmäßig von verschiedenen Stellen ausgezeichnet, allein 2007 wurde von der Stiftung für Demokratie das Projekt Avitall-Cup prämiert, vom Bezirksamt Kreuzberg das Mädchenteam mit dem 2. Preis des Innovationspreises geehrt und Türkiyemspor vom DFB als Sieger des ersten Integrationswettbewerbes mit dem Integrationspreis 2007 ausgezeichnet. Diese Auszeichnung ist Anerkennung für die Zusammenarbeit mit verschiedenen Einrichtungen und die Förderung des Mädchenfußballs.
Neben den Jugendteams und der Regionalligamannschaft unterhält der Verein eine zweite Herren- und zwei Seniorenmannschaften. Der Verein beteiligt sich regelmäßig an sozialen Projekten über den Sport hinaus, wie z. B. den friedlichen Feiern zum 1. Mai in Kreuzberg in Zusammenarbeit mit verschiedenen freien Trägern oder dem Projekt „SOJA“, in dem Jugendliche zu sportlicher Betätigung animiert werden sollen, ohne sich Vereinen anschließen zu müssen. Türkiyemspor unterhält Kooperationen zu Kindertagesstätten und Schulen in Kreuzberg. Türkiyemspor unterstützt die Kampagne „Nein zu Gewalt an Frauen“ anlässlich des gleichnamigen internationalen Aktionstages am 25. November jeden Jahres. Türkiyemspor ist Kooperationspartner der Respect Gaymes, einem vom Lesben- und Schwulenverband in Deutschland ausgetragenen Sportfestival für Toleranz. Der Vorsitzende des Fördervereins von Türkiyemspor, Çetin Özaydın äußerte gegenüber der Berliner Tageszeitung Der Tagesspiegel, dass der Kampf gegen Ausgrenzung ein gemeinsames Ziel sei: Die Mechanismen sind doch die gleichen, ob es jetzt um Türken, Schwule, Juden oder politisch Andersdenkende geht. Türkiyemspor ist Co-Organisator des interreligiösen Turniers Avitall-Cup.

## Frauenfußball
Bereits im April 1992 strebte Türkiyemspor die Gründung einer Frauen- und Mädchenabteilung an. Ab Spätsommer 2004 wurde mit einer kontinuierlichen Mädchenabteilung begonnen. Türkiyemspor startete mit einem D-Jugend-Team. Nach dem pädagogischen Konzept zur „Installation einer Frauen- und Mädchenabteilung bei Türkiyemspor“ wurden Jahr für Jahr in den nächsthöheren Altersklassen Teams eröffnet, um eine nachhaltige Entwicklung zu gewährleisten. Türkiyemspor ist in allen Altersklassen des Frauen- und Mädchenfußballs vertreten. Seit 2018 verfügt der Verein über eine der größten Frauen- und Mädchenabteilungen in Fußballvereinen in Berlin und bundesweit die größte ihrer Art in Migrantenvereinen. Die Förderung des Mädchenfußballs bei Türkiyemspor Berlin brachte dem Verein mehrere Preise, u. a. den 2. Platz des Innovationspreises 2008 des Bezirkes Kreuzberg-Friedrichshain, den 3. Preis des Innovationswettbewerbes des Landessportbundes 2009 und war auch mit ausschlaggebend für den Gewinn des Integrationspreises des DFB 2007.
Mit der B-Jugendspielerin Hülya Kaya wurde 2008/09 eine Spielerin Türkiyemspors sowohl in die U17- als auch die U19-Auswahl der Türkei berufen. Zur Saison 2018/19 nahm der Verein mit Aylin Yaren und Erika Szuh erstmals zwei ehemalige Auswahlspielerinnen in seine Damenmannschaft auf. 2020 stieg die Mannschaft in die Regionalliga Nordost auf. In der Saison 2021/22 gewannen die Spielerinnen von Türkiyemspor den Berliner Pokal durch einen 2:0-Erfolg gegen den FC Viktoria 1889 Berlin (Torschützin: Leyila Aydin und Aylin Yaren).

### Ligazugehörigkeit seit 2009
(in Klammern die Höhe der Spielklasse)
- 2009–2012: Bezirksliga (VI)
- 2012–2016: Landesliga (V)
- 2016–2020: Berlin-Liga (IV)
- seit 2020: Regionalliga Nordost (III)

## Erfolge

### Männer
- Berliner Pokalsieger: 1988, 1990, 1991
- Berliner A-Jugend-Pokalsieger: 2008
- Berliner B-Junioren Meister-Pokalsieger: 2010
- Teilnahme am DFB-Pokal: 1988/89 (1. Runde), 1990/91 (1. Runde), 1991/92 (2. Runde)
- Berliner Meister: 2000
- Verbandsligarekord 2000: Türkiyemspor stellte in der Berliner Verbandsliga Saison 1999/2000 mit 97 Punkten und 144 zu 31 Toren den bis heute gültigen Verbandsligarekord auf.
- Aufstieg in die Berlin-Liga 2017/18
- Ewige Tabelle der Berlin-Liga: 33. Platz

### Frauen
- Berliner Pokalsieger: 2022
- Aufstieg in die Berlin-Liga: 2016
- Berliner Meister: 2020
- Teilnahme am DFB-Pokal: 2022/23

### Berichterstattung in den Medien
- 30. Dezember 2003: „Die Multikulti Spitzenkicker“ - Ein Bericht der taz zum 25-jährigen Bestehen des Vereins
- Mai 2005: Dokumentationsfilm der Uni Salzburg
- 10. November 2005: Artikel aus der NZZ: Berliner Fussballklub Türkiyemspor als Studienfall für Integrationsprozesse
- 29. Oktober 2005: Artikel aus der taz: Und keiner hat gelacht
- 17. November 2006: Ein Bericht der Wochenzeitung Freitag über die Geschichte Türkiyemspors
- 30. November 2006: Interview in der Berliner Zeitung mit Türkiyemspor Spieler Fatih Aslan und TuS Makkabi Präsident über Rassismus im Fußball
- 8. Oktober 2007: Spiegel online: Es ist ein Wunder, dass wir überhaupt existieren
- 11. Januar 2012: Der Tagesspiegel: Aufstieg und Fall von Türkiyemspor
- 11. September 2022: Kreuzberger Kiezklub im Porträt: „Ein Abbild der Gesellschaft“